# Aysha bonaldoi
Aysha bonaldoi là một loài nhện trong họ Anyphaenidae.
Loài này thuộc chi Aysha. Aysha bonaldoi được Antonio D. Brescovit miêu tả năm 1992.